# Синдская торгово-промышленная зона
Синдская торгово-промышленная зона (англ. SITE Town) — техсил, расположенный в западной части пакистанского города Карачи, столицы провинции Синд. Техсил носит имя государственной компании Sindh Industrial and Trading Estate. Техсил — одна из крупнейших промышленных зон в Пакистане (около 2000 предприятий). Этому способствует близость к порту и наличие хорошей сухопутной связи.

## Географическое положение
Техсил граничит с Гадапом на севере, с Лиакатабадом и Северным Назимабадом на востоке вдоль реки Оранги-Нала, с Лайари и Саддаром на юге вдоль реки Лаяри, с Кайамари на западе. Техсил состоит из 9 союзных советов.

## Население
В 1998 году население техсила составляло 467 560 человек.

## Власть
- Назим — Изхаруддин Ахмад Кхан
- Администратор — Имран Аслам